# شارع الملك جورج (القدس)

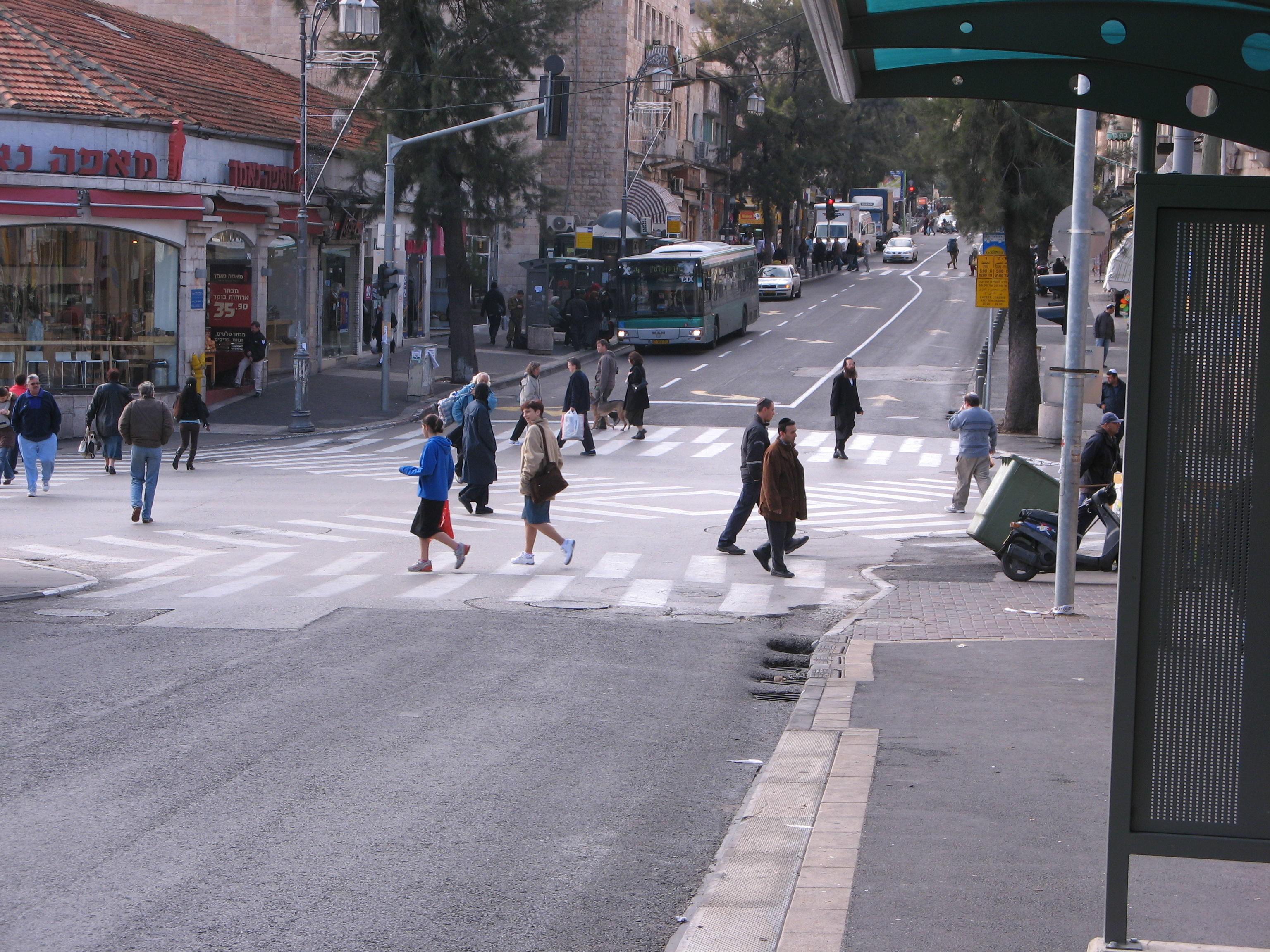
شارع الملك جورج

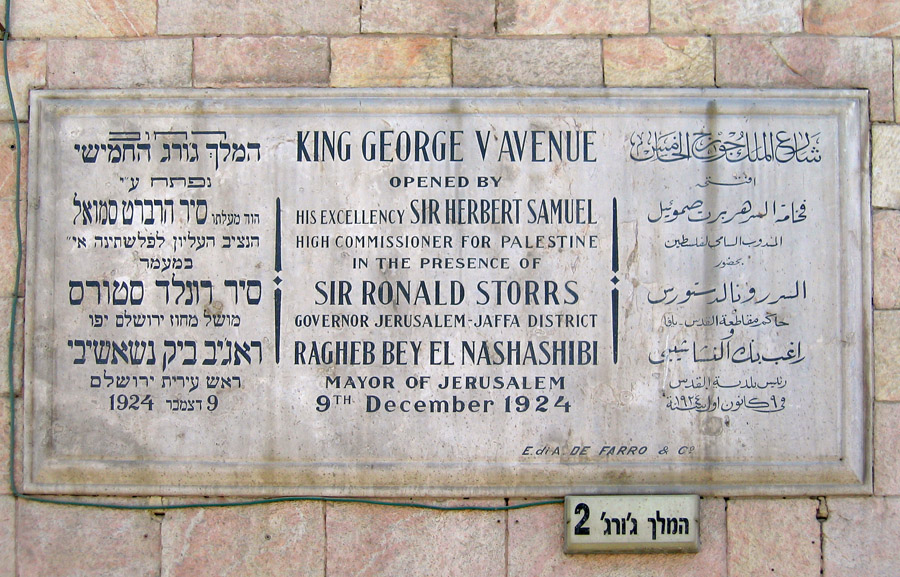
لوحة افتتاح شارع الملك جورج الخامس باللغات الإنجليزية والعربية والعبرية

شارع الملك جورج (بالإنجليزية: King George Street)‏ (بالعبرية: רחוב המלך ג'ורג) ، هي شارع فلسطيني أسسه الحكومة البريطانية عام 1924م ، وتقع شارع الملك جورج مابين شارع يافا وشارع ابن يهودا.

## معرض صور

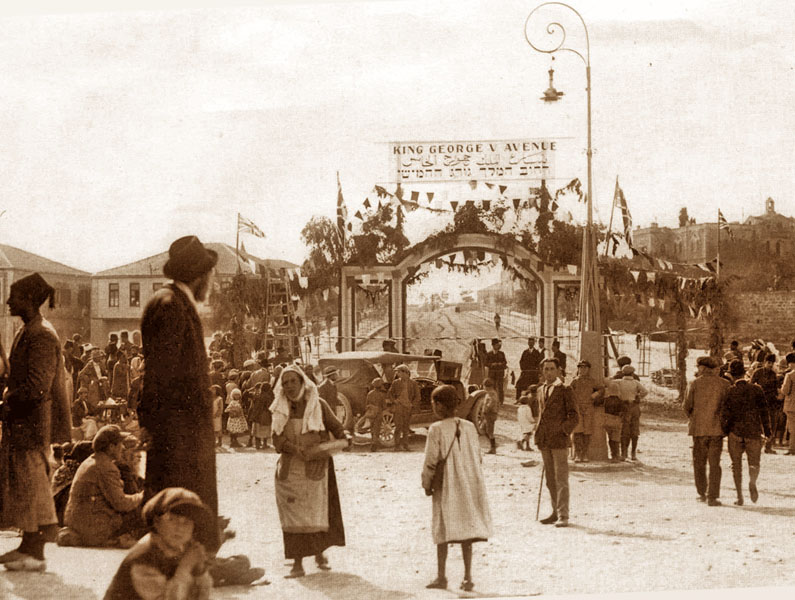
افتتاح شارع الملك جورج في القدس
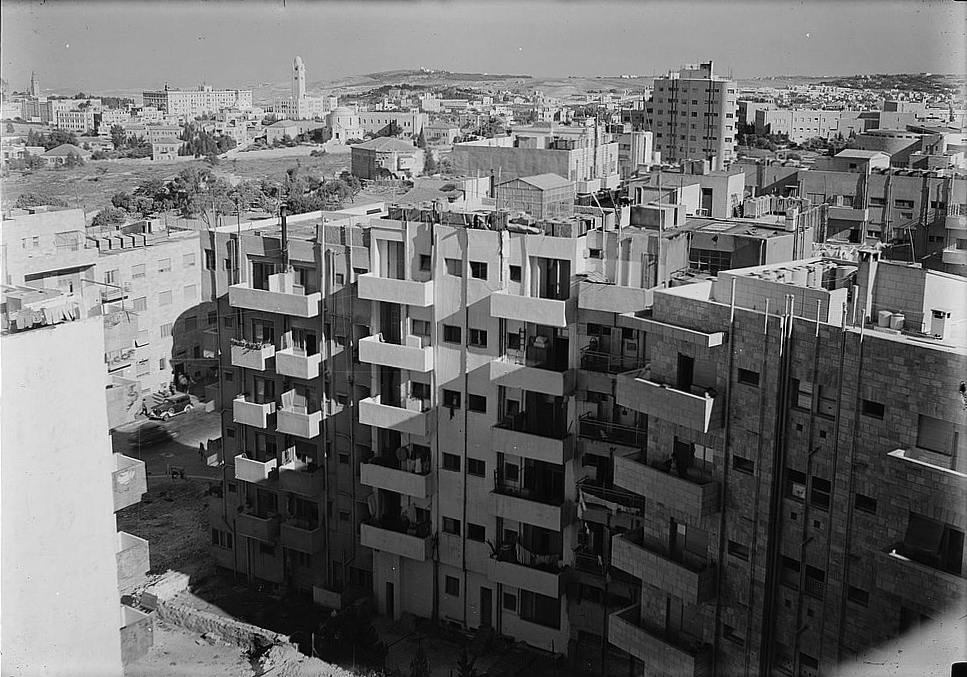
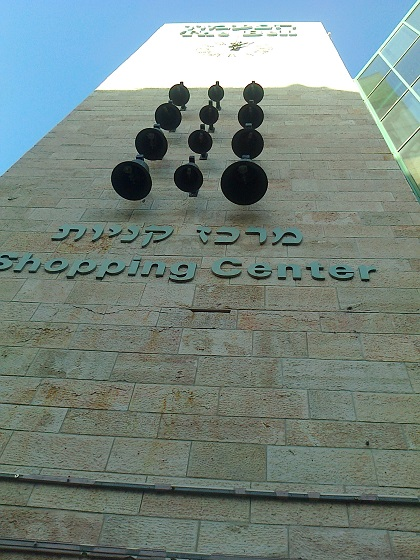